# Spathius sequoiae
Spathius sequoiae är en stekelart som beskrevs av William Harris Ashmead 1889. Spathius sequoiae ingår i släktet Spathius och familjen bracksteklar. Inga underarter finns listade i Catalogue of Life.